# Lamia (hétaïre)
Pour les articles homonymes, voir Lamia.
Lamia (en grec ancien Λαμία) est une fameuse hétaïre athénienne née vers 340 av. J.-C. qui fut la maîtresse du roi Démétrios Ier Poliorcète à partir de 306 av. J.-C.

## Biographie
Fille de Cléanor d'Athènes, elle est d'abord une célèbre joueuse de flute,, avant de devenir hétaïre. Il est possible qu'elle soit la même Lamia, courtisane qui vécut avec Démétrios de Phalère d'Athènes, mais une homonymie a également été proposée.
En 306 av. J.-C., elle se trouve à bord d'une galère de la flotte de Ptolémée Ier lors de la bataille navale de Salamine de Chypre contre Démétrios Ier Poliorcète. Après la victoire de ce dernier, elle est capturée et se retrouve à la cour de Démétrios qu'elle séduit rapidement.
Il est signalé qu'elle est plus vieille que Démétrios,, et que sa beauté commence à se faner quand ils se rencontrent. En 306 av. J.-C., Démétrios a 30 ans, Lamia doit donc en avoir environ 35. Ce qui n’empêche pas la courtisane de séduire un Démétrios très porté sur les plaisirs,.
Elle prend rapidement une grande influence sur le roi, ce qui scandalise ses sujets et irrite ses courtisans et même son père Antigone le Borgne. Elle doit aussi compter avec la jalousie de ses nombreuses rivales, épouses légitimes ou courtisanes,,,.
La fougue amoureuse de Lamia est telle qu'elle est comparée à une lionne,. Pourtant, il semble que ce soit surtout par son esprit que Lamia règne longtemps sur le cœur de Démétrios qui tenait ses talents intellectuels en haute estime. Elle avait un sens inné de la répartie et plusieurs de ses traits d'esprits nous sont parvenus,,,.
Pour sa maîtresse qui gouvernait aux plaisirs du palais, Démétrios dépensait des fortunes en banquets somptueux, et en présents pour Lamia et les autres courtisanes. Les dépenses étaient telles qu'un poète railla Lamia en la comparant à une hélépole, une tour de siège capable de perdre une ville entière. Pourtant, elle fit profiter de sa fortune les habitants de Sicyone en bâtissant dans leur ville un remarquable portique, peut-être au moment où leur ville était en grande partie reconstruite par Démétrios.
Lamia aurait eu une fille avec Démétrios, peut-être appelée Phila.

## Évocations

### Littéraire
Lamia inspira à Alciphron deux lettres inventées, faisant partie de ses Lettres de prostituées : une lettre de Lamia à Démétrios et une autre de Léontion à Lamaia.

### Artistique
- Lamia figure parmi les 1 038 femmes référencées dans l'œuvre d’art contemporain The Dinner Party (1979) de Judy Chicago. Son nom y est associé à Aspasie[15],[16].